# Il labirinto di Putin
(Steve LeVine, Il labirinto di Putin, 2008)
Il labirinto di Putin (sottotitolo: Spie, omicidi e il cuore nero della nuova Russia) è un reportage storico dello scrittore, giornalista e blogger statunitense Steve LeVine. Pubblicato per la prima volta negli Stati Uniti il 24 giugno 2008 dalla Random House. Secondo libro dell'autore ideato dopo l'omicidio del collega e amico Daniel Pearl, giornalista statunitense rapito da un gruppo di fondamentalisti islamici collegati direttamente ad Ahmad Omar Sa'id Shaykh. Steve LeVine è stato uno dei giornalisti di punta del Wall Street Journal per la storia del rapimento e dell'assassinio di Daniel Pearl, con il quale aveva alloggiato in Pakistan.

## Contenuti
Il labirinto di Putin inizia e finisce con l'omicidio del dissidente russo Aleksandr Litvinenko nel novembre 2006. Steve LeVine ci riporta al 1999, quando ci furono una serie di bizzarre morti di giornalisti, dissidenti e altri, ciascuna più incredibile dell'altra. Un assassinio in un ascensore. Un massacro in un musical. Una sparatoria per strada. Queste strane morti diventano una lente attraverso la quale iniziano a vedere il prendere forma di una nuova Russia.
La Russia è un Paese che acquista potere – non potere militare, come prima, ma piuttosto economico, grazie a grandi risorse. Il tradizionale stato russo si riafferma come autoritario, zarista, corrotto, dispotico, disonesto e pericoloso.
Appena prima della mezzanotte del primo novembre 2006, Aleksandr Litvinenko, un ex agente dell'intelligence russa che viveva in esilio politico a Londra, si svegliò che stava terribilmente male. Nel giro di qualche giorno, una spaventosa fotografia del suo corpo emaciato in un letto d'ospedale scioccò il mondo. Tre settimane più tardi era morto.
Era stato avvelenato dal polonio-210, un isotopo radioattivo che gli investigatori ritennero essergli stato messo in una bevanda.
Il quarantatreenne Litvinenko era fuggito dal suo paese natale con sua moglie e il figlio di sei anni, sei anni prima. Era un implacabile e duro critico del presidente Vladimir Putin e dei metodi dell'apparato russo di intelligence, che definiva immorale.
Nella sua vita, Litvinenko era stato solo un soldato di fanteria nell'opposizione a Putin, e i suoi sfoghi erano spesso respinti da giornalisti, politici e ricercatori. Ma la sua morte divenne un caso internazionale e molti sospettarono un coinvolgimento del presidente. E concentrò l'attenzione sull'evidente spostamento della Russia verso un regime autocratico e il suo atteggiamento sempre più bellicoso verso l'Occidente, anche se Putin stava cercando di ripristinare la statura perduta della sua nazione dopo il collasso sovietico e l'economia russa era nel boom, grazie al crescente valore delle sue esportazioni di energia.

## Personaggi principali
- Elena Baranovskaja, Irina Fadeeva e Il'ja Lysak - Ostaggi nell'assalto terrorista del 2002 al teatro Dubrovka di Mosca in cui si rappresentava il musical Nord-Ost. In conseguenza degli eventi prima e dopo, i tre rimasero indelebilmente legati ad Anna Politkovskaya.
- Boris Berezovskij - Ex creatore di re del Cremlino in gran parte responsabile della rielezione di Boris El'cin nel 1996 e dell'ascesa al potere a sorpresa di Vladimir Putin. Pensava che avrebbe continuato a manipolare gli eventi, ma Putin si ribellò e i due divennero nemici giurati. Berezovskij è il finanziatore dell'opposizione di Putin di stanza a Londra. La sua squadra includeva Aleksandr Litvinenko, il disertore ed ex ufficiale del KGB.
- Nikolaj Chochlov - Prima vittima nota di un deliberato avvelenamento da isotopi nucleari. Ufficiale del Kgb. Nikolaj disertò nel 1954 nel corso di una missione per un omicidio; tre anni dopo, sopravvisse al tentativo del KGB di avvelenarlo. Considerava l'assassinio di Litvinenko come una ripetizione della sua esperienza.
- Paul Klebnikov - Direttore dell'edizione russa di Forbes e rampollo dell'aristocrazia russa nato in America. Il lavoro più conosciuto di Klebnikov era la sua biografia molto critica di Berezovskij, che chiamava Il Padrino del Cremlino.
- Aleksandr Litvinenko - Ex ufficiale del KGB, disertore, critico di Putin, e membro del team politico di Berezovskij di oppositori con base a Londra.
- Dmitrij Medvedev - Professore di diritto, presidente di Gazprom, e successore alla presidenza russa scelto da Putin.
- Anna Politovskaja - Essendo cresciuta come membro della privilegiata nomenklatura dell'Unione Sovietica, Anna era diventata alla fine forse la più feroce tra i critici di Putin, e una celebrità letteraria all'estero.
- Vladimir Putin - Consacrato come presidente da un Boris El'cin in crisi, che cercava un successore che proteggesse la sua famiglia da accuse di corruzione. L'innalzamento dei prezzi del petrolio sotto il suo governo trasformò la Russia da un Paese debole a una terra sempre più prospera con rinnovate ambizioni globali. Ma Putin creò anche un'atmosfera di impunità per i killer.

## Critica
Questo libro ha ricevuto molte recensioni positive:
- «È con questa Russia che dovremo trattare nei prossimi anni, e Il labirinto di Putin è una storia vera di morte che si legge tutta d'un fiato e il racconto definitivo del risveglio di questo gigante.»[1]
- «Nessun autore è più adatto di Steve LeVine ad affrontare questo argomento. LeVine è stato reporter dall'ex Unione Sovietica per undici anni per il Wall Street Journal, il New York Times, il Washington Post e il Financial Times.»[2]
- «Se lo scopo di Steve LeVine era quello di gelarci fino al midollo con la Russia post-comunista, ci è riuscito. »[3]
- «La ricostruzione di Steve LeVine di un'operazione antiterrorismo al teatro di Mosca barbaramente pasticciata è particolarmente efficace.»[4]
- «Con nuove intuizioni sulla guerra cecena e i progetti della post-presidenza di Putin, l'importante immagine di LeVine delle macchinazioni e della ferocia della quale sono fatti i thriller di spionaggio è coinvolgente e intrigante.»[5]
- «Per Steve LeVine l'approccio brutale di Mosca al mondo esterno non è cambiato negli anni. Il Cremlino vuole trattare oggi con l'Europa come trattava i paesi satellite al tempo dell'impero sovietico. Ma c'è un punto debole: il mercato energetico, come dimostra la crisi della Borsa russa.»[6]